# 新平等社会党
新平等社会党（僧伽罗语拉丁转写：Nava Sama Samaja Pakshaya）是斯里兰卡的一个托洛茨基主义政党。该党成立于1977年，由一些被兰卡平等社会党开除的成员组建。该党的意识形态是共产主义、托洛茨基主义。该党的领导人是Vikramabahu Karunaratne。该党的总部位于科伦坡。该党是左翼解放阵线的成员。该党曾参加工人国际委员会，后于1988年退出，不同意该党退出工人国际委员会的党员退党另行组建了联合社会党。1991年，该党成为第四国际的支部；2021年2月25日，该党因在2020年斯里兰卡议会选举中支持统一国民党而被第四国际开除。